# مادة
https://upload.wikimedia.org/wikipedia/commons/5/5f/Disambig_gray.svg

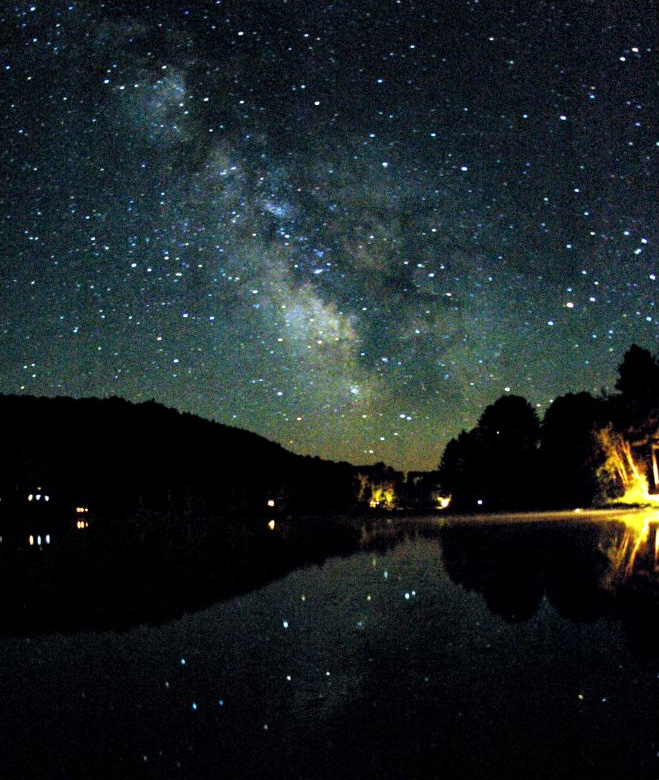
النجوم والمجرة ليلاً. يوجد في الكون بين 10^{22} إلى 10^{23} Sterne من النجوم.

المادَّة (الجمع: مَوَادُّ) في الفيزياء الكلاسيكية: كل ما له كتلة وحجم. ولها خصائصُ: كالحجم، والكتلة، والكثافة. ومنها يتكوًّن الكون الملموس. ولا تُعرَّف بهذا التعريف لسقوط الفاصل بين المادة والطاقة على وَفْق معادلة أينشتاين الشهيرة: E=mc² .
والمادة جزء من الكون، (فإنَّ كل ما في الكون فهو من مادة، كالأجسام والأشياء المحيطة بنا)، وتبين القياسات الكونية سنةَ 2013 أن المادة 27% من كتلة الكون، 4%  المادة الطبيعية، وهي نوعان رئيسان: مضيئة، وغير مضيئة، فالأُولىٰ 0.4% من كتلة الكون، والأخيرة 3.6% من الكتلة الكلية. أما الـ 23% الأُخرىٰ فهي المادة المظلمة، والـ 73% الباقية هي الطاقة المظلمة. فإنَّ كل ما نراه من نجوم، وكواكبَ، ومجرات لا يزيد علىٰ 4% من الكتلة الكلية للكون، والباقي لا نراه، ولكنه موجود تدل عليه دلائلُ كونية. ويحاول العلماء ابتكار طرائق لقياس المادة المظلمة، والطاقة المظلمة نفسِها.
وللمادة حالاتٌ تحدد هيأتها، وحالات المادة الطبيعية أربعة أطوار): الصُّلْبة، والسائلة، والغازية، والبلازما. وذلك: كالماء، والحديد، والزئبق، والرَّصاص، وثاني أكسيد الكربون، والأمونيا. وأُنتجت حالاتٌ مخبرياً، لا طبيعيًا؛ كالأمصال، والمواد المركبة. وحالاتٌ طبيعية لا توجد إلا في أمكنة خاصة، كنَوَى النجوم النُّترونية، التي سُحقت المادة فيها لشدة كثافة النجم، فتكون حالةً جديدة من المادة.
وتتألف المادة من جسيماتٍ بالغة الصغر هي الجزيئات، وهي تجمعات جسيمات أصغرَ هي الذرّات، التي تتكون من جسيمات أصغرَ هي بـ «الجسيمات الأولية»، ومع هذا فليس من المُثبت بعد أنها فعلاً أصغر الأجسام المكوّنة للمادة. والجسيمات الأولية ثلاثة أقسام: الكواركات واللبتونات والبوزونات، وهو تقسيم بحسَب كتلتها فالكواركات واللبتونات صغيرة، من الكواركات تتكون البروتونات والنيوترونات ومن اللبتونات نجد الإلكترون ووالبوزيترون، وأما البوزونات فهي جسيمات ثقيلة منها أنواع أثقل من البروتون 100 مرة، وأنواع أخرى أثقل من البروتون ما يزيد على 200 مرة، والبحث ما زال جاريًا.
يحاول العلماء إنتاج البوزونات الثَّقيلة على وَفْق معادلة أينشتاين لتكافؤ المادة والطَّاقة E=mc² وذلك ببذل طاقة كبيرة ومحاولة تركيزها لإنتاج تلك الجسيمات اصطناعيًا. ويستعملون لذلك معجلات للجسيمات مثل مصادم الهادرونات الكبير LHC ، المبني تحت الأرض على الحدود الفرنسية السويسرية.

## لمحة تاريخية

الرموز التي كان يَرمز القدماء بها إلى العناصر الأربعة، والتي كانوا يعتقدون أن كل شيء في الكون يتشكل منها. لكن أثبت علم الفيزياء لاحقاً أن هذه نظرية خاطئة.

تغير اعتقاد الإنسان كثيرا عبر العصور حول تركيب المادة حيث ساد لدى فلاسفة الإغريق الاعتقاد بأن جميع العناصر الطبيعية تتكون من أربعة عناصر أساسية هي «التراب» و«الماء» و«الهواء» و«النار»، ولاحقاً أضيف إليها الأثير. وساد هذا الاعتقاد حتى العصورالوسطى إلى أن تم اكتشاف العناصر الكيميائية وتكونها من تجمع الذرّات بروابط كيميائية. وساد في فترة ما الاعتقاد بأن الذرة هي أصغر شيء الوجود وأنها لا تتجزأ، إلى أن اكتشف أن الذرة تتكون من نواة تحتوي على عدد من البروتونات (جسيمات موجبة الشحنة) والنيوترونات (جسيمات متعادلة الشحنة) وتدور حولها إلكترونات (جسيمات سالبة الشحنة). واكتشف بعد ذلك أن تلك الجسيمات (باستثناء الإلكترون لأنه يصنف حالياً ضمن الجسيمات الأولية) تتكوّن بدورها من كواركات، وأن الكواركات واللبتونات هي الجسيمات الأساسية المكوّنة للمادة (لكن كون الكواركات واللبتونات أجساماً لا تتجزأ ولا تتكون من شيء - بل هي وحدة البناء الأصغر للمادة - يظل نظرية غير مثبتة).

## حالات المادة

جزيء DNA مثال للمادة يتكون من جزيئات أصغر و ذرات.

توجد أربعة حالات رئيسية معروفة من المادة، ثلاثة منها موجودة في الطبيعة على كوكب الأرض، وهي «الصلبة» و«السائلة» و«الغازية». وهناك حالة رابعة البلازما تظهر في ظروف معينة وتتكون في شكل أيونات، فنجدها في البرق واللحام بالبلازما وفي شفق قطبي وكثير منها في الفضاء الخارجي، مثلما في الشمس والنجوم فهي كلها من «البلازما»، أي جسيمات أولية وأيونات. وهناك بضعة حالات أخرى غير موجودة في الطبيعة وتم إنتاجها في المختبرات فقط، ومنها «السائل فائق الميوعة» و«كثافة بوز-آينشتاين». يُسمى تحول المادة السائلة إلى الصلبة «التجمد» (وهذا ليس اسماً خاصاً بتجمد الماء)، ويسمى تحول المادة الصلبة إلى سائلة «الانصهار»، وأيضًا يُمكن أن تتحول إلى غاز مباشرة دون المرور بالحالة السائلة وهذا يسمى «التسامي»، أما تحول المادة السائلة إلى غازية يسمى التبخر. أما البلازما فلا توجد تسميات شائعة لتغيرها.

### الصلبة

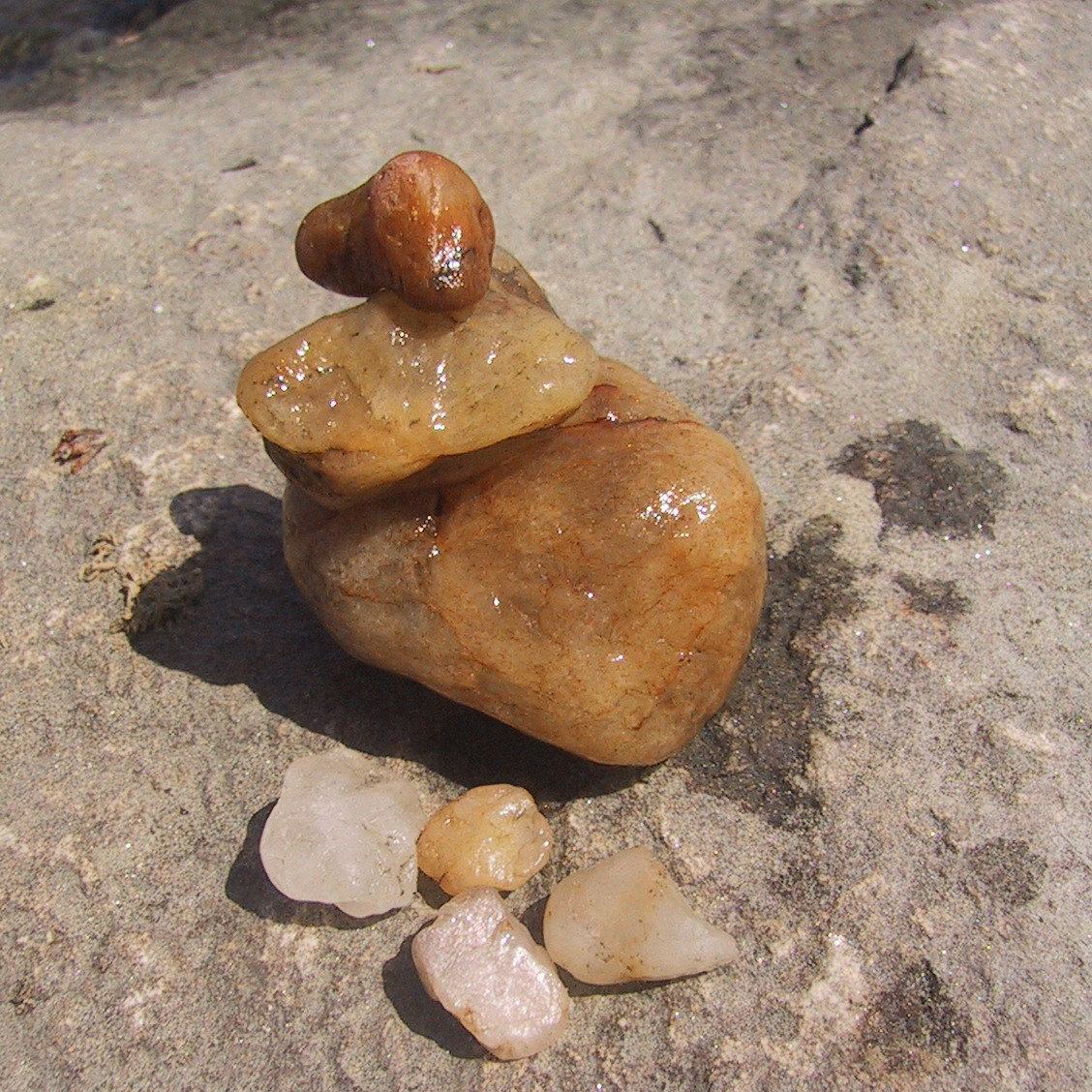
الحجارة من المواد الصلبة.

الذرّات في المادة الصلبة تكون مترابطة وقريبة جدًا، بحيث لا يُمكن تحريكها بسهولة، وهذا ما يجعلها صلبة. ولكن مع ذلك، الذرات في المادة الصلبة تتحرك باستمرار حتى لو لم يكن ذلك واضحاً، حيث أنها تهتز بشكل مستمر. ومن المُمكن معرفة ما إذا كانت المادة صلبة بمعاينة ما إذا كان لها شكل مُحدد، ففي حال كان لها شكل مُحدد لا يُمكن تغييره بسهولة فهي صلبة. وأيضاً يُمكن كسر المادة الصلبة بحيث لا تعود لشكلها الأصلي بيما يُمكن للغازات والسوائل العودة لأشكالهم الأصلية (وهذا رغم أن أشكالهم غير ثابتة). ومن أمثلة المواد الصلبة الصخر والخشب.

### السائلة
الذرات في المادة السائلة تكون متراصة وقريبة من بعضها، لكنها تتدفق بحرية حول بعضها البعض. والفرق بينها وبين الحالة الصلبة هو قدرة الذرات على التدفق والحركة بحرية فيها. تملك المادة السائلة حجماً ثابتاً لا يتغير بسهولة. وهذا بالرغم من أن شكلها غير ثابت أبداً، وهو يعتمد على الوعاء الذي يحويها. وعلى عكس الغازات، تملك السوائل لزوجة. ومن الأمثلة على الحالة السائلة الماء.

### الغازية
أقل حالات المادة ترابطاً هي الحالة الغازيّة. يُمكن أن تتحرك الذرات فيها بحرية تامة وفي أي اتجاه. وعلى عكس المواد الصلبة، الغاز لا يَملك شكلاً أو حتى حجماً محدداً، بالرغم من أن السوائل حتى تملك أحجاماً محددة. وبهذا فيُمكن بسهولة كبيرة ضغط الغاز في وعاء صغير. ومن أمثلته الهواء.

### البلازما

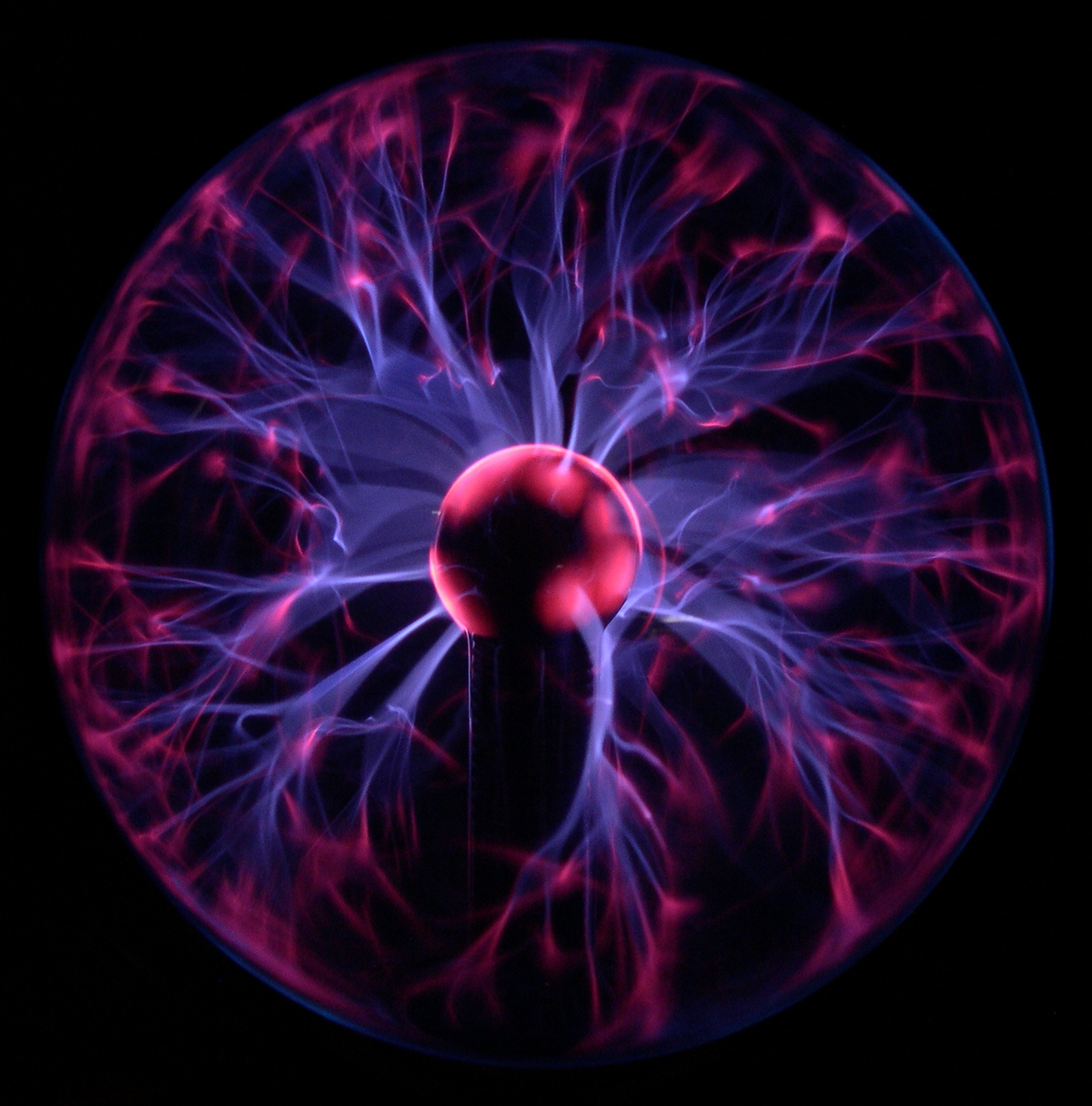
شعلة بلازمية تعكس إحدى أكثر ظواهر البلازما تعقيدا، والتي من ضمنها تأتي (الفتيلة). الألوان هي نتاج من تراخ الإلكترونات من حالة الاستثارة والهيجان إلى حالة أقل طاقة بعد إعادة توحيدها مع الأيونات. هذه العمليات تؤدي إلى إصدار ضوء على شكل طيف مميز من الغاز المثار

هي حالة متميزة من حالات المادة يمكن وصفها بأنها غاز متأين تكون فيه الإلكترونات حرة وغير مرتبطة بالذرة أو بالجزيء (أي أن الذرة تكون بروتونات ونيوترونات دون إلكترونات). على النقيض من الغازات فإن للبلازما صفاتها الخاصة. يؤدي التأين لخروج واحد أو أكثر من الإلكترونات عند تسليط حرارة أو طاقة معينة. هذه الشحنة الكهربائية تجعل البلازما موصلة للكهرباء ولذلك ستستجيب بقوة للمجال الكهرومغناطيسي. ومن أمثلة البلازما البرق وسطح الشمس.

### الميوعة الفائقة
الميوعة الفائقة هي حالة من حالات المادة تأخذ فيها بعض السوائل خواصاً غريبة عن المألوف. اكتشفت هذه الحالة لأول مرة في الهيليوم السائل عند درجة حرارة 2.17 كلفن. وهي تظهر في النظيرين هيليوم-4 وهيليوم-3 حيث يختفي الاحتكاك الداخلي للسائل تماماً وتصل لزوجة السائل إلى الصفر. وبهذا لا تلتصق هذه السوائل بأي مادة، كما أنها تستطيع بشكل شديد الغرابة العبور عبر مواد تحجز السوائل العادية وتمنعها من التدفق، ومع ذلك فإن هذا لا يؤثر على سرعتها. وقد اكتشف هذه الحالة العلماء: «بيوتر كابيتسا» و«جون آلان» و«دون ميسينر» عام 1937.

#### الكثافة الفرميونية
هي حالة من الميوعة الفائقة تتشكل بواسطة فرميونات عند درجة حرارة متدنية جداً. وهي مشابهة لكثافة بوز-آينشتاين وتحدث تحت ظروف مشابهة. لكن على عكسها، تتكون الكثافة الفروميونية من فرميونات لا بوزونات.

#### كثافة بوز-آينشتاين
هي حالة من الميوعة الفائقة تتشكل بواسطة بوزونات عند درجة حرارة قريبة جداً من الصفر المُطلق (على عكس «الكثافة الفرميونية» التي تتشكل من فرميونات). وفي المواد قليلة الكثافة، تحدث عند درجة حرارة 10−5 ك أو أقل. وتحت مثل هذه الظروف، يشغل جزء كبير من البوزونات أقل حالة كمومية للكُمون الكيميائي الخارجي، وعند هذه النقطة تصبح التأثيرات الكمومية ظاهرة بالمقاييس المجهرية.
تم إثبات كثافة بوز-آينشتاين تجريبياً لأول مرة بواسطة مجموعات علمية مختلفة خلال عام 1995، حيث تم تجريبها على الروبيديوم والصوديوم والليثيوم، باستخدام الليزر والتبريد بالتبخير. وقد تم تجريبها على الهيدروجين الذري في عام 1998.

### نواة نجم نيوتروني

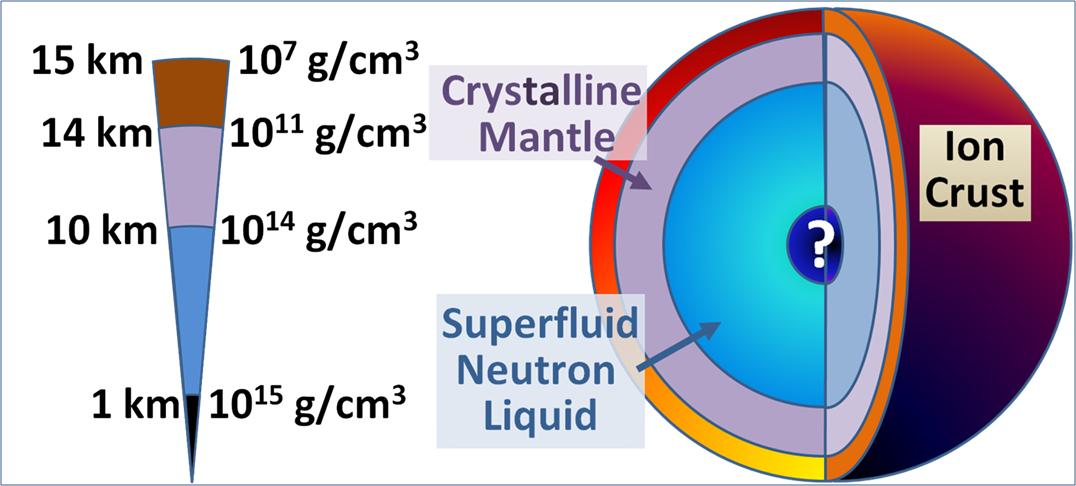
نموذج للبنية الداخلية لنجم نيوتروني (وتوجد نماذج أخرى). على عُمق 10 كم تصبح النواة سائلاً فائق الميوعة يتكوّن بشكل أساسي من النيوترونات.

بسبب الكثافة الشديدة لنوى النجوم النيوترونية، فإن المادة فيها هي في حالة مختلفة عن أي حالة أخرى من حالات المادة. النجوم النيوترونية تملك كتلة بين 1.5 و3 كتلة شمسية وقطراً متوسطه هو 12 كم، وتكتسب بهذا كثافة هائلة تجعل الإلكترونات والبروتونات في نواتها تنسحق إلى نيوترونات. والنيوترونات من الفرميونات، وبهذا فهي تمنع النواة من الانهيار بمبدأ الاستبعاد لباولي، مُشكلة بذلك ما يُدعى بـ«المادة النيوترونية المُنحلّة» (وهي حالة خاصة من المادة لا توجد إلا في نوى النجوم النيوترونية).

### بلازما كوارك - غلوون
الغلوون هو الجسيم الأولي المسؤول عن تكوين التفاعل بالقوة النووية الشديدة بين الجسيمات، وهو المسؤول عن ربط البروتونات والنيوترونات في نواة الذرة. بلازما كوارك - غلوون هي حالة افتراضية للمادة لم ترصد سابقاً في الطبيعة وأيضاً لم يتم إنتاجها في المختبرات، ويُعتقد أنها كانت موجودة في الفترة المبكرة من عمر الكون. عند مستويات طاقة عالية جداً يُعتقد أن القوة النووية الشديدة تصبح ضعيفة جداً، حيث تتحطم نواة الذرة إلى حزم من الكواركات تتحرك وحدها، وهذا ما يُميز بلازما كوارك - غلوون عن البلازما العاديّة.

### الألمنيوم الشفاف
في عام 2009، قام علماء من جامعة أوكسفورد بقيادة فريق دولي استخدام ليز «فلاش» في هامبورغ-ألمانيا لصنع حالة جديدة من المادة، وهي «الألمنيوم الشفاف». وباستخدام «فلاش» ليزر قصير النبض، قاموا بإزالة إلكترون من كل ذرة ألمنيوم، لكنهم لم يدمروا أو يخلخلوا بنيتها الجوهرية. والنتيجة كانت ألمنيوماً خفيا تقريبا بالأشعة فوق البنفسجية (أي أنه يُمكن لمعظمها المرور عبره). ويعتقد العلماء الذين ساهموا في الاكتشاف أنه سوف يقود إلى بحوث أكبر تتعلق بعلم الكواكب والاندماج النووي. وقد دام التأثير على الألمنيوم لمدة 40 فيمتو ثانية (أي أن تحوله إلى شفاف دام لهذه المدة فقط).

## بنية المادة وتركيبها

### الجزيئات والذرات
كل المواد في العالم تتكون من أجسام متناهية الصغر تسمى «الذرّات». كل ذرة تتشكل من نواة (تتكون من نيوترونات وبروتونات) وتدور حولها أجسام تسمى الإلكترونات. وما يَحكم نوع الذرة (أي العنصر الذي تنتمي إليه) هو عدد البروتونات فيها، بينما الإلكترونات لا تؤثر إلا على استقرار الذرة وبعض الأمور الأخرى التي لا تحكم نوعها. أما النيوترونات فهي أيضاً لا يُمكن أن تغير نوع العنصر الذي تنتمي إليه الذرة إن تغير عددها، لكن لها بعض التأثير، وإذا ما كانت هناك ذرتان لنفس العنصر بعددي نيوترونات مختلفين فحينها يُسمّيان «نظيرين». وكل عنصر يملك العديد من النظائر، والتي تُسمى بالأرقام (أي لا توجد لها أسماء أو رموز خاصة، بل يُشار إليها بالأرقام مثل «نظير الهيليوم-3»).
الذرات لا يُمكن أن تستقر بأي عدد لكل من الجسيمات الثلاث التي تكوّنها. وإلا لكانت توجد ملايين العناصر في الكون، لكن في الواقع، العناصر الطبيعية في الكون هي 92 فقط (و توجد بعض العناصر التي أنتجت في المختبرات). والسبب أنه لا يُمكن للذرة أن تحظى بالاستقرار بعدد بروتونات أعلى من 92، حيث تنحلّ إلى عناصر أخف. وأيضاً، في معظم الذرات يكون عدد الإلكترونات والبروتونات متساوياً، وذلك لأن شحنة الإلكترون هي 1- ش.أ، بينما شحنة البروتون هي 1+ ش.أ. وبما أن النيوترونات متعادلة الشحنة، فعندما يتساوى عدد البروتونات والإلكترونات في الذرة تصبح متعادلة الشحنة، وهذا يجعلها مستقرة. بينما تميل معظم الذرات غير متعادلة الشحنة إلى الانقسام إلى عناصر أبسط. وإضافة إلى ذلك، فلإستقرار الذرة يجب أن يكون هناك عدد كاف من النيوترونات في النواة. والسبب هو أن البروتونات موجبة الشحنة ومن ثم فإنها تتنافر، وتحتاج عدداً من النيوترونات لكي تحفظها معاً. أما عن طريقة حفظ النيوترونات للبروتونات متجمعة في النواة، فهذا يتم بالتفاعل بالقوة النووية الشديدة والتي يحملها كلا البروتونات والنيوترونات (بحملهم للغلوونات).
وتكون الذرات مترابطة مع بعضها في ما يُعرف بـ«الجزيئات». كل مادة لها جزيء مختلف عن المواد الأخرى. وتشكيلة الذرات في الجزيء هي التي تحكم خصائص المادة. أحيانا يحتوي الجزيء على ذرات لعناصر مختلفة، وحينها يُسمى «مركباً». فمثلاً، الهواء هو مركب، لأن جزيء الهواء يحتوي على عناصر عديدة منها الأوكسجين والنيتروجين وثاني أكسيد الكربون. وهناك جزيئات بسيطة بحيث تتكون من بضع ذرات فقط، مثل جزيء الماء الذي يتكون من ثلاث ذرات (ذرتا هيدروجين وذرة أوكسجين). بينما توجد جزيئات غاية في التعقيد، وأعقد الجزيئات المعروفة هو جزيء البروتين، حيث يتكون من عشرات أو حتى مئات آلاف الذرات.

## المادة المضادة
هي مادة تتكون من جسيمات مضادة أي أن نواتها تكون سالبة الشحنة بينما تكون إلكتروناتها موجبة الشحنة ولا توجد المادة المضادة على الأرض طبيعيا إلا لفترات محدودة للغاية وفي ظروف محدودة نتيجة الإشعاع النووي والاشعة الكونية وذلك لأن جسيمات المادة المضادة حينما تتلاقى مع جسيمات المادة العادية فإنها تتلاشى معًا مخلفة أشعة غاما وأزواج من الجسيمات والجسيمات المضادة.

## المادة المعتمة والطاقة المظلمة

خريطة توضح أجزاء الطاقة في الكون بأنواعها المختلفة. المادة الطبيعية قسمت إلى مادة مضيئة (النجوم والغازات المضيئة و 0.005% إشعاع) والمادة الغير مضيئة (غاز مجري وحوالى 0.1% نيوترينات 0.04% ثقوب سوداء عظيمة الكتلة).

في علم الفلك المادة المعتمة تعبير أطلق على مادة مفترضة لا يمكن قياسها إلا من خلال تأثيرات الجاذبية الخاصة بها والتي بدونها لا تستقيم العديد من نماذج تفسير الانفجار الأول للكون وحركة المجرات حسابيًا. ويعتقد أن هذه المادة تتكون من جسيمات لا يمكن قياسها بالإمكانات العلمية الحالية أو أنها تقع في أبعاد أخرى غير الأبعاد الأربعة المعروفة.
بينما الطاقة المظلمة، أحد الأشكال الافتراضية للطاقة التي تملأ الفضاء والتي تملك ضغطاً سالبا. وفق النسبية العامة، تأثير مثل هذا الضغط السالب يكون مشابها كيفيًا لقوة معاكسة للجاذبية في المقاييس الكبيرة. افتراض مثل هذا التأثير هو الأكثر شعبية حاليا لتفسير تمدد الكون بمعدل متسارع، كما يشكل تفسيرا معقولا لجزء كبير من المادة المفقودة في الفضاء الكوني.

## قرين المادة
في النصف الأول من القرن العشرين كان أحد الفيزيائيين الإنجليز – واسمه ديراك Dirac - يقوم بأبحاث على معادلات الإلكترونات، والإلكترونات كما نعلم هي الجسيمات السالبة الشحنة التي تدور حول نواة الذرة، وفي أثناء قيامه بهذه الأبحاث اكتشف أن المعادلات لها حلين وليس حل واحد. وأي واحد منا تعامل مع معادلات الدرجة الثانية يستطيع أن يدرك بسهولة هذا الموقف. فمعادلات الدرجة الثانية تحتوي على مربع لكمية مجهولة، والكمية المربعة دائما موجبة، فحاصل ضرب 2x2 يعطى 4 كذلك حاصل ضرب 2-2x- يعطى أيضا نفس النتيجة. ومعنى ذلك أن الجذر التربيعي لــ 4 هو إما 2 أو - 2. وقد كانت معادلات ديراك أكثر تعقيدا من هذا المثال ولكن المبدأ هو نفسه، فقد حصل على مجموعتين من المعادلات إحداهما الإلكترونات السالبة الشحنة والأخرى لجسم مجهول ذو شحنة موجبة. وقد قام ديراك ببعض المحاولات غير الناجحة لتفسير سر هذا الجسيم المجهول، فقد كان يؤمن بوجوده، ولكن الفيزيائيين تجاهلوا بعد ذلك فكرة وجود جسيم موجب الشحنة ممكن أن يكون قرينا للالكترونات تماما كما يتجاهل المهندس الذي يتعامل مع معادلات الدرجة الثانية الحلول التي تعطى أطوالا أو كتلا سالبة.
وبعد عدة سنوات من أعمال ديراك النظرية وفي أوائل عقد الثلاثينات اكتشفت آثار هذا الجسيم المجهول في جهاز يسمى بغرفة الضباب (cloud chambre)، وعند دراسة تأثير المجال المغناطيسي على هذه الآثار اكتشف أن كتلة ذلك الجسيم تساوي كتلة الإلكترون وأنه يحمل شحنة موجبة ومساوية لشحنة الإلكترون وعندئذ سمى هذا الجسيم بقرين الإلكترون أو مضاد الإلكترون (Anti-electron) وأسموه بوزيترون (Positron). ومن ثم بدأ البحث عن مضادات الجسيمات الأخرى فمعنى وجود مضاد للإلكترون هو وجود مضادات للجسيمات الأخرى. وفعلا بدأ اكتشاف هذه القرائن الواحد يلي الآخر للبروتون وللبوزونات وغيرها. وأصبحت ذلك المبدأ شائعا، حتى سموا جميعًا مادة مضادة.
واكتشاف قرين المادة يخبرنا باحتمال وجود عالم آخر يناظر عالمنا المادي ويتكون من قرائن الجسيمات أي من مضادات المادة. أين هو هذا العالم الذي يتكون من مضادات المادة ؟ هذا هو السؤال الذي لم يستطع أحد الإجابة عليه حتى الآن. فالأرض تتكون أساسا من مادة وليس من مضادات المادة. وإذا اجتمعت مادة ومضادها فإنهما يُفنيان بعضهما البعض فورا ويتحولان إلى طاقة، أي أشعة. أما قرائن المادة التي تتكون عن طريق الأشعة الكونية (cosmic rays) أو في معجلات الجسيمات (Particle accelerator) فهي لا تعيش مدة طويلة في الأجواء الأرضية، فبمجرد أن تنخفض سرعتها بعض الشيء تحتم عليها أن تواجه مصيرها المؤلم الذي لا فرار منه وهو الإبادة بواسطة المادة المقابلة لها التي تملأ أجواء الأرض. فعندما يتقابل الجسيم مع مضاده أو المادة مع مضادها يبدد كل منهما الآخر ويختفي الاثنان في شيء يشبه الانفجار فيفنى كلاهما بالتحول إلى طاقة معظمها في صورة أشعة غاما.

## اقرأ أيضا
- مادة مضادة
- بوزيترون
- خط زمني للانفجار العظيم
- محلول قياسي